# 승부차기

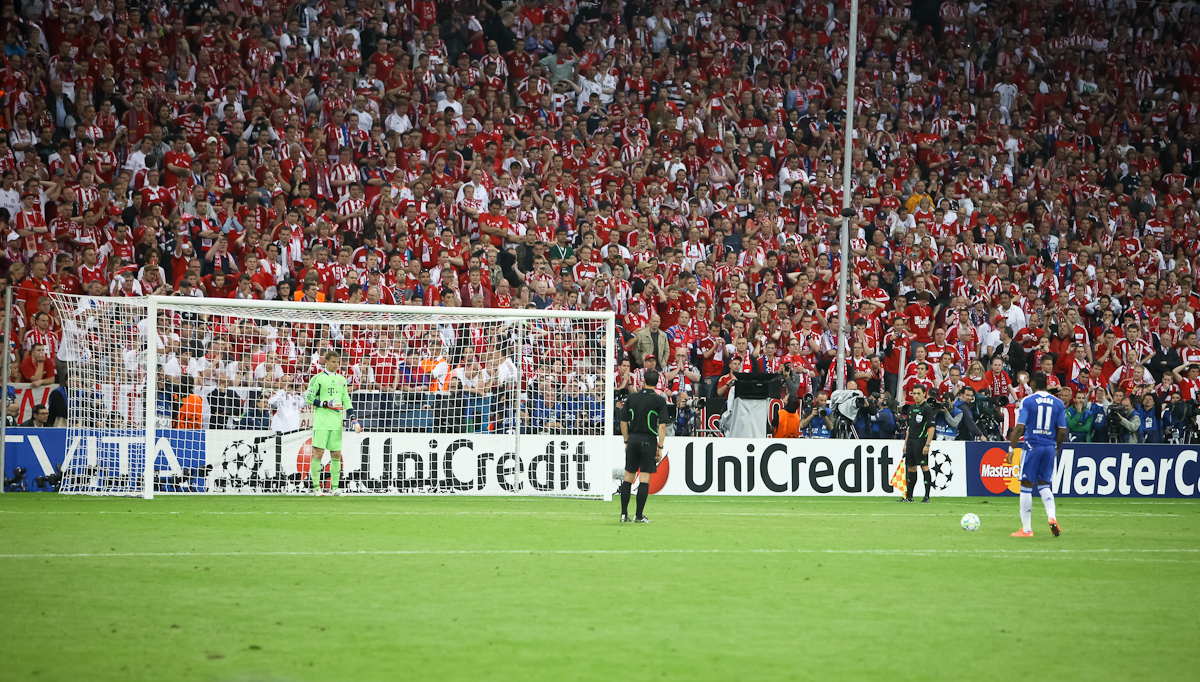
첼시의 디디에 드로그바가 바이에른 뮌헨과의 2012 UEFA 챔피언스리그 결승전에서 승부차기 키커로 나선 모습

승부차기(勝負 - , 영어: penalty shoot-out, kicks from the penalty mark)는 축구에서 승자를 가려야 하는 상황에서 승부를 가리지 못했을 때 쓰는 방법이다. 주로 승자전 방식의 대회에서 90분의 정규 시간과 연장전을 통해서도 승부를 가리지 못했을 때 이용한다. 일부 대회(아시안 게임 축구 동메달 결정전 등)에선 연장전 없이 바로 승부차기로 돌입하기도 한다. 잔인한 확률 싸움의 방법 때문에 “11미터의 러시안 룰렛”으로 불리기도 한다.
승부차기는 엘리미네이션 토너먼트의 다음 라운드로 진출할 팀을 결정하는 방법일 뿐이므로 승부차기의 승패는 경기의 승패와 상관이 없으며, 공식 전적은 무승부로 기록된다.

## 역사
초기의 대회에서는 연장 후에도 무승부로 경기가 끝났을 때에는 동전 던지기나 제비뽑기 등으로 다음 라운드 진출팀을 정하기도 했고, 결승전과 같은 중요한 경기일 경우 다음날 짧은 시간의 재경기를 하거나, 추가 경기를 하기도 했다.
메이저 클럽 대회에서는 유러피언 컵과 UEFA 컵위너스컵 1970–71 시즌에 처음 시행되었고 메이저 국제 축구 대회 토너먼트로에서는 1976년 유럽 축구 선수권 대회에서 시행되었다.
FIFA 월드컵에서는 1977년에 있었던 1978년 FIFA 월드컵 아프리카 지역 예선에서 처음 시행되었고, 본선에서는 1982년 FIFA 월드컵에서 처음 시행되었다.

## 진행 방식
- 양쪽 팀에서 각각 5명의 키커가 나와서 한 번씩 번갈아가며 페널티킥을 찬다. 5명이 모두 다 차기 전에 승부가 결정이 나면 (예: 양팀 각각 4명씩 찼을 때 4:2) 거기서 끝난다.
- 양팀 5명이 모두 찬 후에도 무승부면 한 팀은 성공하고 한 팀은 실패할 때까지 한다. 이때 한 번 페널티킥을 찼던 선수는 자기 팀 11명이 모두 다 한 번씩 차기 전까지는 다시 찰 수 없다.
- 경기에 1분이라도 출전한 선수는 승부차기 키커의 대상이 되지만 퇴장당한 선수는 제외되며 결장한 선수 역시 승부차기 대상에서 제외된다.
- 경기 중에 한 팀의 선수 몇몇이 퇴장당한 경우엔 상대팀에서도 그 퇴장당한 숫자만큼의 선수는 승부차기에 참여할 수 없다. 즉, 한 팀의 선수 한 명이 퇴장당하여 10명이 남은 경우엔 상대팀도 한 명을 제외한 10명만 참여할 수 있다. 이때 대부분 슛을 잘 못찰수도 있고, 수비에만 집중할 수 있게 골키퍼를 빼는 경우가 많지만, 골키퍼가 공을 정확히 차는 능력이 뛰어날 경우 골키퍼를 그냥 키커로 넣을때도 있다.
- 프리킥과 달리 골키퍼를 맞고 나온 공을 다시 키커가 차 넣어도 실패로 간주한다. 즉, 리바운드 플레이를 허용하지 않는다. 단, 골키퍼가 막은 공이 다른 선수와의 접촉 없이 역회전만으로 골대로 들어가면 득점이 인정된다.

## 승점
필드에서 정당한 경기로 승리할 경우 승패구분 상 승리이며, 승점도 3점이다. 그러나 토너먼트에서 승부차기로 승리할 경우 승패구분 상 무승부이고, 승점은 2점이다. 반면 승부차기로 패배할 경우 승패구분 상 무승부이지만, 승점은 1점이다. 이는 2010년 FIFA 월드컵부터 적용되었다.

## FIFA 월드컵
1994년, 2006년, 2022년 FIFA 월드컵의 우승 팀이 이 방법으로 결정되었는데, 승부차기를 통해 우승 팀을 결정하는 것이 바람직한가에 대한 논쟁이 있었다. 또한 2006년 FIFA 월드컵에 출전했던 스위스는 우크라이나와의 16강전에서 승부차기 모두 실축이라는 진기록을 세웠다.

### 2022년 FIFA 월드컵
16강전  일본과  크로아티아의 경기에서 1-1로 동점을 이루자 승부차기 1-3으로 크로아티아가 8강에 진출하였다.
16강전  모로코와  스페인의 경기에서 0-0으로 동점을 이루자 승부차기 3-0으로 모로코가 8강에 진출하였다.
8강전  크로아티아와  브라질의 경기에서 1-1로 동점을 이루자 승부차기 4-2로 크로아티아가 준결승전에 진출하였다.
8강전  네덜란드와  아르헨티나의 경기에서 2-2로 동점을 이루자 승부차기 3-4로 아르헨티나가 준결승전에 진출하였다.
결승전  아르헨티나와  프랑스의 경기에서 3-3으로 동점을 이루자 승부차기 4-2로 아르헨티나가 우승을 차지하였다.

### 2018년 FIFA 월드컵
16강전  크로아티아와  덴마크의 경기에서 1-1로 동점을 이루자 승부차기 3-2로 크로아티아가 8강에 진출하였다.
16강전  콜롬비아와  잉글랜드의 경기에서 1-1로 동점을 이루자 승부차기 3-4로 잉글랜드가 8강에 진출하였다.

### 2014년 FIFA 월드컵
16강전  브라질과  칠레의 경기에서 1-1로 동점을 이루자 승부차기 3-2로 브라질이 8강에 진출하였다.
16강전  코스타리카와  그리스의 경기에서 1-1로 동점을 이루자 승부차기 5-3으로 코스타리카가 8강에 진출하였다.
8강전  스페인과  코스타리카의 경기에서 0-0으로 동점을 이루자 승부차기 4-3으로 스페인이 준결승전에 진출하였다.
준결승전  네덜란드와  아르헨티나의 경기에서 0-0으로 동점을 이루자 승부차기 2-4로 아르헨티나가 결승에 진출하였다.

### 2010년 FIFA 월드컵
16강전  파라과이와  일본의 경기에서 0-0으로 동점을 이루자 승부차기 5-3으로 파라과이가 8강에 진출하였다.
8강전  우루과이와  가나의 경기에서 1-1로 동점을 이루자 승부차기 4-2로 우루과이가 준결승전에 진출하였다.

### 2006년 FIFA 월드컵
16강전  스위스와  우크라이나의 경기에서 0-0으로 동점을 이루자 승부차기 0-3으로 우크라이나가 8강에 진출하였다.
8강전  독일과  아르헨티나의 경기에서 1-1로 동점을 이루자 승부차기 4-2로 독일이 준결승전에 진출하였다.
8강전  잉글랜드와  포르투갈의 경기에서 0-0으로 동점을 이루자 승부차기 1-3으로 포르투갈이 준결승전에 진출하였다.
결승전  이탈리아와  프랑스의 경기에서 1-1로 동점을 이루자 승부차기 5-3으로 이탈리아가 우승을 차지하였다.

### 2002년 FIFA 월드컵
16강전  스페인과  아일랜드의 경기에서 1-1로 동점을 이루자 승부차기 3-2로 스페인이 8강에 진출하였다.
8강전  대한민국과  스페인의 경기에서 0-0으로 동점을 이루자 승부차기 5-3으로 대한민국이 준결승전에 진출하였다.

### 1998년 FIFA 월드컵
16강전  아르헨티나와  잉글랜드의 경기에서 2-2로 동점을 이루자 승부차기 4-3으로 아르헨티나가 8강에 진출하였다.
8강전  이탈리아와  프랑스의 경기에서 0-0으로 동점을 이루자 승부차기 3-4로 프랑스가 준결승전에 진출하였다.
준결승전  브라질과  네덜란드의 경기에서 1-1로 동점을 이루자 승부차기 4-2로 브라질이 결승에 진출하였다.

### 1994년 FIFA 월드컵
16강전  멕시코와  불가리아의 경기에서 1-1로 동점을 이루자 승부차기 1-3으로 불가리아가 8강에 진출하였다.
8강전  루마니아와  스웨덴의 경기에서 2-2로 동점을 이루자 승부차기 4-5로 스웨덴이 준결승전에 진출하였다.
결승전  브라질과  이탈리아의 경기에서 0-0으로 동점을 이루자 승부차기 3-2로 브라질이 우승을 차지하였다.

### 1990년 FIFA 월드컵
16강전  루마니아와  아일랜드의 경기에서 0-0으로 동점을 이루자 승부차기 5-4로 아일랜드가 8강에 진출하였다.
8강전  유고슬라비아와  아르헨티나의 경기에서 0-0으로 동점을 이루자 승부차기 3-2로 아르헨티나가 준결승전에 진출하였다.
준결승전  서독과  잉글랜드의 경기에서 1-1로 동점을 이루자 승부차기 4-3으로 서독이 결승에 진출하였다.
준결승전  이탈리아와  아르헨티나의 경기에서 1-1로 동점을 이루자 승부차기 4-3으로 아르헨티나가 결승에 진출하였다.

### 1986년 FIFA 월드컵
8강전  브라질과  프랑스의 경기에서 1-1로 동점을 이루자 승부차기 3-4로 프랑스가 준결승에 진출하였다.
8강전  서독과  멕시코의 경기에서 0-0으로 동점을 이루자 승부차기 4-1로 서독이 준결승에 진출하였다.
8강전  벨기에와  스페인의 경기에서 1-1로 동점을 이루자 승부차기 5-4로 벨기에가 준결승에 진출하였다.

### 1982년 FIFA 월드컵
준결승전  서독과  프랑스의 경기에서 3-3으로 동점을 이루자 승부차기 5-4로 서독이 결승에 진출하였다.

## UEFA 유럽 축구 선수권 대회
1976년 대회
결승 : 체코슬로바키아 2:2(승부차기 5:3) 서독
1980년 대회
3*4위 : 체코슬로바키아 1:1(승부차기 9:8) 이탈리아
1984년 대회
준결승 :  스페인 1:1(승부차기 5:4) 덴마크
1992년 대회
준결승 : 네덜란드 2:2(승부차기 4:5) 덴마크
1996년 대회
8강 : 스페인 0:0(승부차기 2:4) 잉글랜드
8강 : 프랑스 0:0(승부차기 5:4) 네덜란드
준결승 : 프랑스 0:0(승부차기 5:6) 체코
준결승 : 독일 1:1(승부차기 6:5) 잉글랜드
2000년 대회
준결승 : 네덜란드 0:0(승부차기 1:3) 이탈리아
2004년 대회
8강 : 포르투갈 2:2(승부차기 6:5) 잉글랜드
8강 : 스웨덴 0:0(승부차기 4:5) 네덜란드
2008년 대회
8강 : 크로아티아 1:1(승부차기 1:3) 터키
8강 : 스페인 0:0(승부차기 4:2) 이탈리아
2012년 대회
8강 : 잉글랜드 0:0(승부차기 2:4) 이탈리아
준결승 : 포르투갈 0:0(승부차기 2:4) 스페인
2016년 대회
16강 : 스위스 1:1(승부차기 4:5) 폴란드
8강 : 폴란드 1:1(승부차기 3:5) 포르투갈
8강 : 독일 1:1(승부차기 6:5) 이탈리아
2020년 대회
16강 : 프랑스 3:3(승부차기 4:5) 스위스
8강 : 스위스 1:1(승부차기 1:3) 스페인
준결승 : 이탈리아 1:1(승부차기 4:2) 스페인
결승 : 이탈리아 1:1(승부차기 3:2) 잉글랜드
2008년 6월에 열린 UEFA 유로 2008에서 새로운 규정이 도입되어 조별 리그에서 승점, 골득실, 다득점이 같은 경우 전·후반 90분 경기가 끝난 이후 승부차기를 진행하지만, 아직 토너먼트의 조별 리그에서 승부차기를 한 경우는 없다.

## K리그
과거 K리그에서는 1993 시즌, 1998 시즌, 1999 시즌, 2000 시즌 이렇게 4번의 정규시즌에서 무승부를 없애고 승부차기를 도입한 적이 있다. 1993 시즌 승부차기 무실점(3-0) 승리가 두 번 나왔다.

## 같이 보기
- 페널티킥
- 파넨카